# Celama sikkima
Celama sikkima är en fjärilsart som beskrevs av Moore 1888. Celama sikkima ingår i släktet Celama och familjen trågspinnare. Inga underarter finns listade i Catalogue of Life.